# Przekład Biblii na język staro-cerkiewno-słowiański

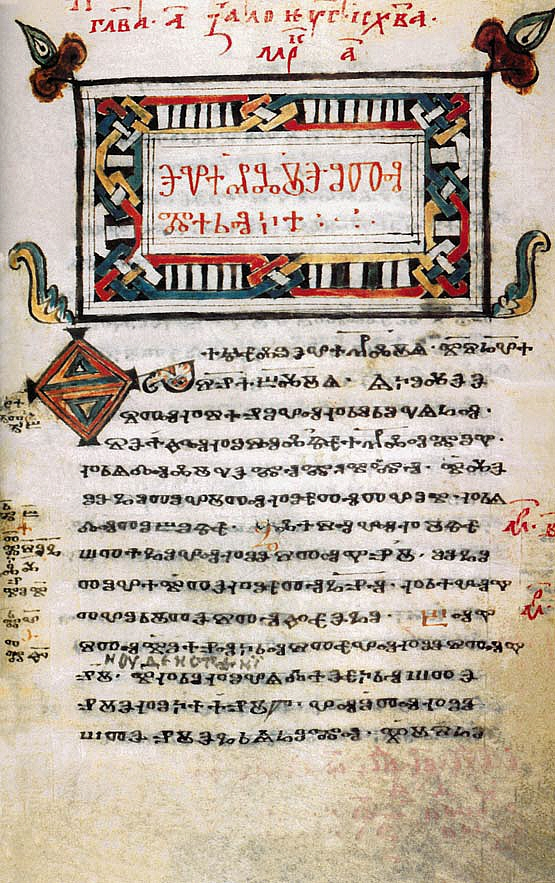
Codex Zographensis

Przekład Biblii na język staro-cerkiewno-słowiański został dokonany w IX–X wieku. Prawdopodobnie nie zawierał wszystkich ksiąg biblijnych. Tekst rękopisów reprezentujących przekład jest niejednolity i reprezentuje kilka greckich tradycji tekstualnych.

## Okoliczności powstania przekładu
Na początku lat 60. IX w. (w 861 lub 862 r.) wielkomorawski książę Rościsław wysłał do bizantyńskiego cesarza Michała III posłów z prośbą o zorganizowanie misji, która ugruntowałaby na Wielkich Morawach podstawy działalności lokalnego Kościoła. Cesarz spełnił prośbę księcia i w 863 roku wysłał do państwa wielkomorawskiego braci Konstantyna (Cyryla) i Metodego. 
Przygotowując się do działalności wśród Słowian, Konstantyn opracował alfabet, pozwalający na zapisanie dźwięków występujących w mowie słowiańskiej. Przystąpił również do przygotowania ksiąg, które mógłby wykorzystać podczas misji. Powstał wówczas przekład pism liturgicznych oraz wybranych ksiąg Pisma Świętego. O tym etapie pracy nad przekładami informuje Żywot Konstantyna:

Gdy przybył (Konstantyn) na Morawę, z wielką czcią przyjął go Rościsław i zebrawszy uczniów oddał mu ich na naukę. Wkrótce też przełożywszy cały porządek kościelny, nauczył ich jutrzni, wigilii, nieszporów, krótkiego nabożeństwa wieczornego i obrzędów mszy św.

Pasaż ten tłumaczy się najczęściej w taki sposób, że powstały wówczas przekłady tylko tych fragmentów Pisma Świętego, które niezbędne są do sprawowania liturgii oraz katechizacji, a zatem Ewangeliarz (partie ewangeliczne), Apostolarion (partie Dziejów i Listów apostolskich) oraz Psałterz. 
Po śmierci Cyryla (869), Metody kontynuował pracę translatorską. Informuje o tym hagiograficzny Żywot Metodego:

Po tym zaś wszystkim, porzuciwszy wszelki zgiełk (życia) i troski swe Bogu ofiarując, posadził spośród uczniów swoich dwu kapłanów szybko piszących i przełożył najpierw w krótkim czasie całkowicie wszystkie księgi (Pisma św.) z wyjątkiem ksiąg Machabejskich z języka greckiego na słowiański w ciągu sześciu miesięcy, począwszy od miesiąca marca do dwudziestego szóstego dnia miesiąca października.

Do czasów współczesnych zachowała się tylko część tekstów (w tym przekładów), powstałych w czasach Cyryla i Metodego, wszystkie znane są z późniejszych odpisów. Z tego też powodu istnieją niejasności wokół tego, czy rzeczywiście w tym najstarszym okresie powstał kompletny przekład wszystkich ksiąg biblijnych na język staro-cerkiewno-słowiański. Na ogół przyjmuje się, iż przekład staro-cerkiewno-słowiański nie zawierał pełnej Biblii.
Za cara Symeona Wielkiego (893–927) przełożono szereg dalszych fragmentów Biblii. 
Przekład Pisma Świętego na język staro-cerkiewno-słowiański jest najmłodszym przekładem biblijnym uwzględnianym w aparacie krytycznym Novum Testamentum Graece Nestle-Alanda. Przekłady powstałe później nie są uwzględniane. 
Dopiero w końcu XV wieku powstał przekład wszystkich ksiąg biblijnych na język cerkiewnosłowiański. Dokonany został przez arcybiskupa nowogrodzkiego Gennadiusza – Biblia Gennadiusza. Wykorzystano przetłumaczone już na staro-cerkiewno-słowiański księgi Nowego i Starego Testamentu przełożone w oparciu o Septuagintę, a pozostałe przetłumaczono w oparciu o Wulgatę.

## Rękopisy

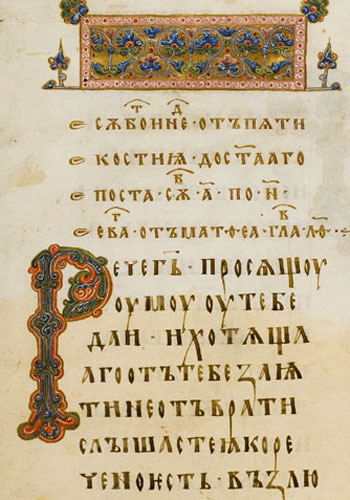
Ewangeliarz Ostromira

Rękopisy nie zostały datowane przez autorów lecz ich wiek jest szacowany w oparciu o studia paleograficzne, ikonograficzne i inne cechy. Nie dotrwały do dzisiaj oryginały przekładów, przygotowanych w okresie cyrylometodejskim, zachowały się natomiast ich odpisy, sporządzane w późniejszych czasach przez kopistów z różnych terenów słowiańskich. Odpisy te cechują się szeregiem różnic ortograficznych, gramatycznych i leksykalnych. Te regionalne wersje języka staro-cerkiewno-słowiańskiego, zwane odmiankami, mają pochodzenie: czeskie, chorwackie, serbskie, bułgarskie, ruskie, macedońskie, panońsko-morawskie i panońsko-słoweńskie.
Bruce M. Metzger wylicza 22 rękopisy wykorzystane na potrzeby Slovnika jazyka staroslovênského (1959):
A) Rękopisy z tekstem czterech Ewangelii
- Kodeks Zografski (Zogr), zawiera tekst czterech Ewangelii pisanych głagolicą na 288 kartach; powstał w końcu X wieku.
- Kodeks mariański (Mar), pisany głagolicą, na 174 kartach; powstał w końcu X lub na początku XI wieku.
- Dečani tetraevangelium (Deč), powstał w XIII wieku.
- Kodeks Assemaniego (As), pisany głagolicą na 158 kartach, lekcjonarz; powstał w XI wieku.
- Ewangeliarz Ostromira (Ostr), lekcjonarz, pisany cyrylicą, powstał w latach 1056–1057.
- Księga Sawy (Sav), pisana cyrylicą, z XI wieku.
- Fragmenty ochrydzkie (Achr), lekcjonarz pisany głagolicą.
- Fragmenty Undolskiego (Und), lekcjonarz pisany cyrylicą, datowany na XI wiek, zachowały się dwie karty.
- Fragmenta Kuprijanivii (Kupr), lekcjonarz pisany cyrylicą, datowany na XI wiek, język zawiera rosyjskim elementem, zachowały się dwie karty.
- Nikolsko jevandjelje (Nik), zawiera tekst czterech Ewangelii, datowany na XV wiek.

B) Rękopisy z tekstem innych partii Nowego Testamentu
- Apostoł krystynopolski (Christ), powstał w XII wieku.
- Apostolos z kolekcji Hil'ferda (Hilf), XIV wiek.
- Apostolos (Moska), powstał w 1220.
- Apostolos (Moskb), XV wiek.
- Apostoł Grškovicia (Grš), 4 karty, koniec XII lub początek XIII wieku.
- Apostoł ochrydzki (Ochr), XII wiek, odmianka.
- Apostoł ślepczański (Slepč)
- Praxapostolos Macedonicus (Mak)
- Praxapostolos Šišatovacensis (Šiš)
- Mihanovićiana Fragmenta (Mih), 2 karty pisane głagolicą, koniec XII lub początek XIII wieku.
- I Foliorum Kijevensium (Kijb)
- Kodeks Hvala, 1404, zawiera tekst Apokalipsy (wykorzystany przez Kodeks Mateusza Dziesiątego).

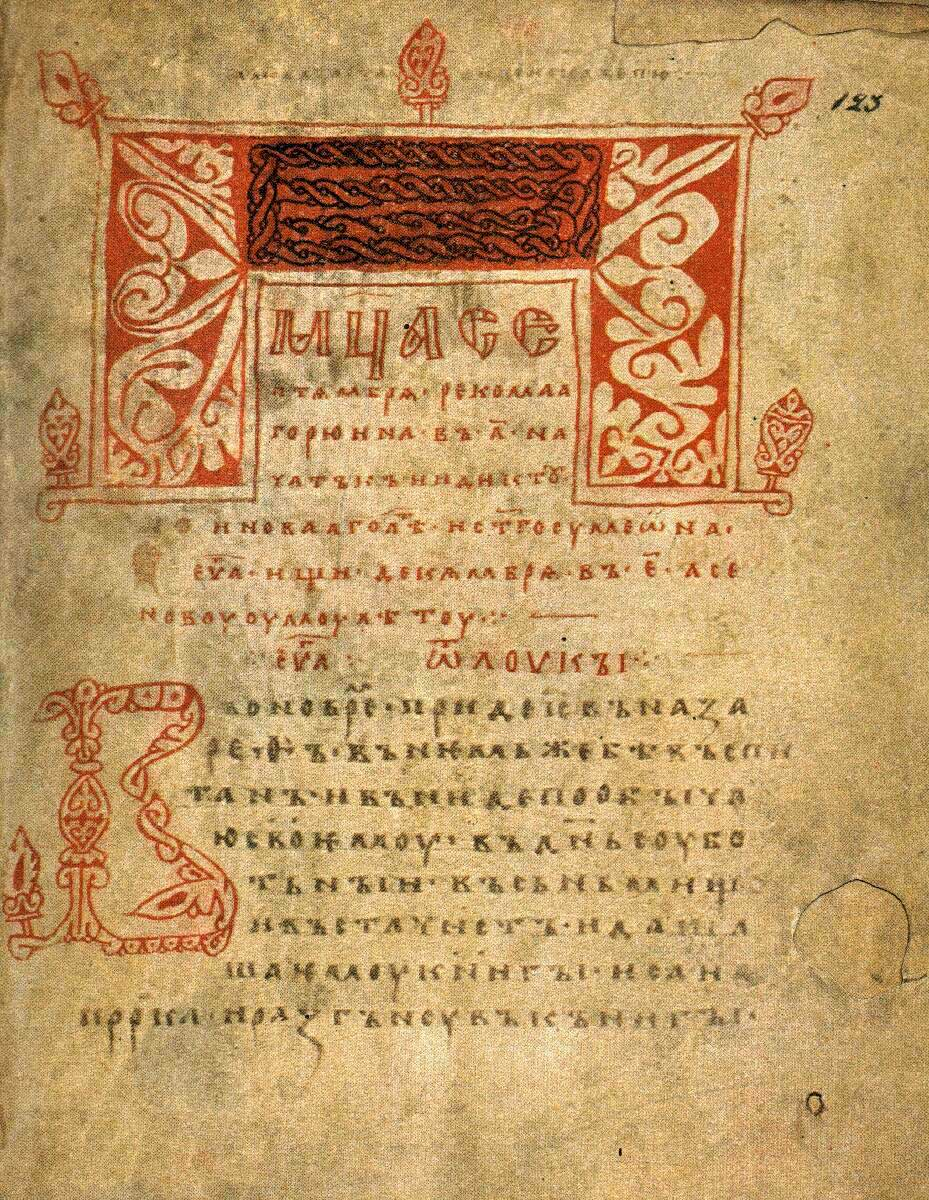
Ewangeliarz Archangielski

Ponadto Metzger do ważnych rękopisów zalicza:
- Ewangeliarz archangielski, który jest świadkiem odmianki ruskiej i powstał w 1092 roku.
- Ewangeliarz Mirosława, koniec XII wieku.
- Apostoł eniński, XI wiek.
- Kodeks supraski, początek XI wieku.

Trzy rękopisy przekazują tekst bilingwiczny grecko-słowiański (minuskuł 525, 2136, 2137). W roku 2000 odkryto Kodeks Nowogrodzki. Jedynym znanym odpisem pierwotnego, jeszcze soluńskiego przekładu Cyryla i Metodego jest odkryty w klasztorze św. Katarzyny na półwyspie Synaj Psałterz synajski.

## Krytyka tekstu
Franz Karl Alter jako pierwszy wykorzystał do swego wydania rękopisy staro-cerkiewno-słowiańskie. Natomiast pierwszym krytykiem tekstu, który korzystał z rękopisów staro-cerkiewno-słowiańskich był Johann Jakob Griesbach.
Grünenthal odkrył, że Kodeks Mariański reprezentuje bizantyńską tradycję tekstualną i jest bliski dla greckich rękopisów E F G H K M S U V, podczas gdy Kodeks zografski reprezentuje zachodnią tradycję tekstualną. Andrej Snoj odkrył niektóre aleksandryjskie warianty w cerkiewno-słowiańskich rękopisach.
Vajs w 1927 roku w tekście czterech Ewangelii naliczył 2500 wariantów w rękopisach staro-cerkiewno-słowiańskich. Według Vajsa tekst Ewangelii Mateusza jest w 51,25% zależny od bizantyńskiej, a w 48,8% od zachodniej tradycji tekstualnej, Ewangelia Marka zawiera 57,3% bizantyńskich i 42,7% zachodnich lekcji, Ewangelia Łukasza – 52,4% bizantyńskich i 47,6% zachodnich lekcji, Ewangelia Jana – 44,6% bizantyńskich i 55,5% zachodnich lekcji.
Vajs w zrekonstruowanym przez siebie tekście Łk 8 wyodrębnił 63 warianty tekstowe, które porównał z rękopisami greckimi, łacińskimi i syryjskimi. Jeden lub więcej starołacińskich rękopisów zgodne są z tekstem staro-cerkiewno-słowiańskim w 23 miejscach, Peszitta w 18 miejscach, Kodeks Synajski, Kodeks Monachijski i minuskuł 1 w 16 miejscach, Kodeks Bezy i minuskuł 33 w 13 miejscach, 69, 157, 213 i 1192 w 12 miejscach, 1071 i syrokuretoński (syrcur) w 11 miejscach, Kodeks Watykański i 124 w 10 miejscach, Kodeks Efrema, 13 i syroharkleński (syrh) w 9 miejscach, Kodeks Regius, Kodeks Waszyngtoński, 22, 118, 1012 i 1241 w 8 miejscach. 15 wariantów Textus receptus znajduje oparcie tylko i wyłącznie w słowiańskich rękopisach.
Oznacza to, że przekład staro-cerkiewno-słowiański jest rezultatem kilku różnych greckich rodzin tekstualnych. Za podstawę posłużyła wczesna forma tekstu bizantyjskiego, ta sama, którą wykorzystano w syryjskiej Peszitcie. Obecność zachodnich wariantów była przedmiotem debat ze strony krytyków tekstu. Prawdopodobnie jest to rezultat obecnej na Morawach recenzji Wulgaty.

## Znaczenie
Przekład słowiański służył jako podstawa dla pierwszych przekładów na język czeski (1475) i bułgarski (1840) i oddziałał na przekłady w innych słowiańskich językach.